# Hirojuki Taniguči
Hirojuki Taniguči (japonsky 谷口 博之, * 27. června 1985) je bývalý japonský fotbalista.

## Klubová kariéra
Hrával za Kawasaki Frontale, Yokohama F. Marinos, Kashiwa Reysol a Sagan Tosu.

## Reprezentační kariéra
S japonskou reprezentací se zúčastnil Letních olympijských her 2008.